# Jura bernés

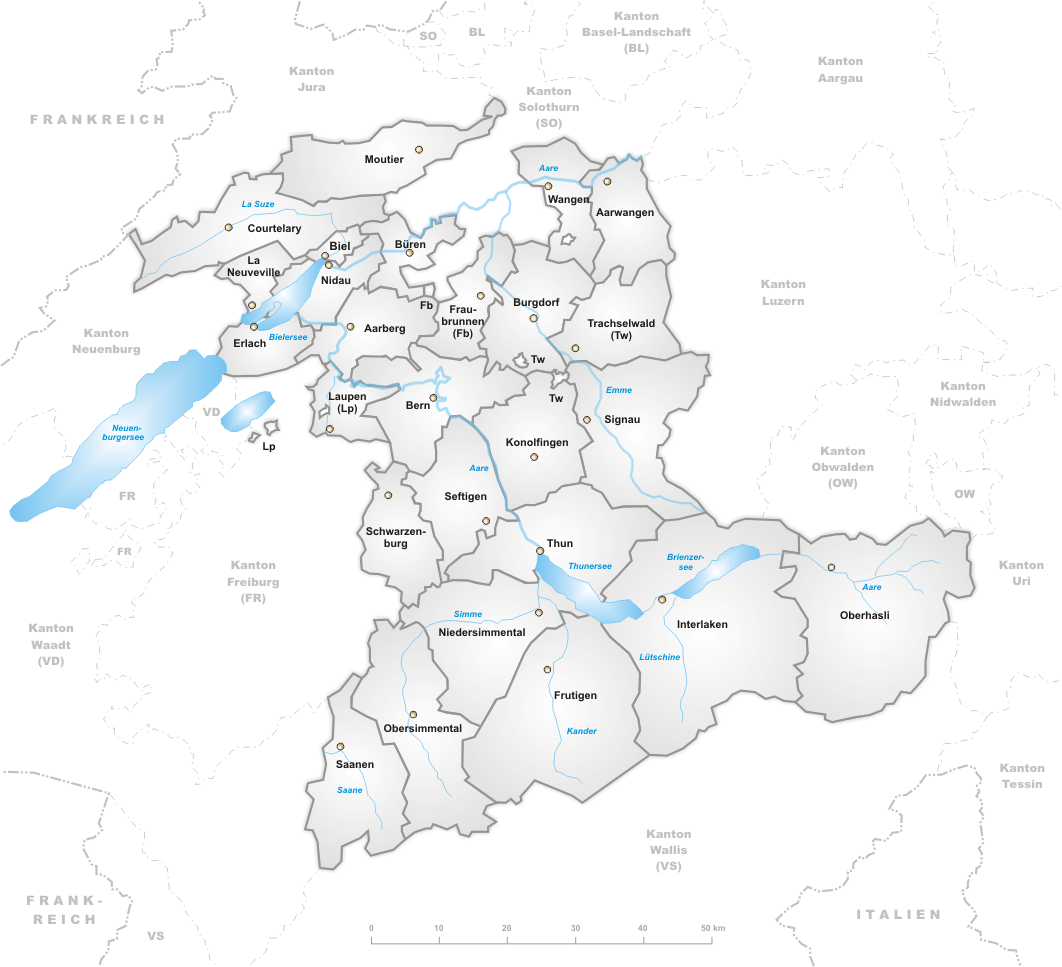
Distritos del cantón de Berna.

Se conoce con el nombre de Jura bernés (en francés Jura bernois) a la zona francófona del cantón de Berna, colindante con el cantón del Jura. El cantón de Berna está compuesto por 26 distritos, 22 de los cuales hablan alemán, 3 hablan francés y uno es bilingüe (francés y alemán). Los francófonos del cantón de Berna son el 8,2 % de la población total del cantón. La mayoría de su población es de confesión protestante.
Los tres distritos francófonos que forman el Jura bernés son los siguientes:
- Distrito de Courtelary
- Distrito de La Neuveville
- Distrito de Moutier